# Opernführer
Als Opernführer wird ein Nachschlagewerk bezeichnet, das Informationen über verschiedene Werke der Opernliteratur, ihre Entstehung, ihren Aufbau und ihre Verbreitung, ggf. auch ihrer Besetzung gibt. Wie bei anderen Führern steht bei Opernführern nicht die Vollständigkeit im Vordergrund, stattdessen orientiert sich die Auswahl an den einigermaßen regelmäßig gespielten Werken.

## Übersetzungshilfe
Italienisch als lingua franca vergangener Jahrhunderte war den Opernbesuchern eine vertraute Sprache. Seit den Bemühungen Karajans werden die meisten Werke wieder in ihrer Originalsprache aufgeführt. Die Verständnisschwierigkeiten für heutige Zuschauer werden neben den Übertiteln auch durch Opernführer und Programmhefte ausgeglichen.

## Werkesammlung
Dadurch, dass viele Opern stetig wiederholt wurden, hat sich ein allgemeiner Kanon an Werken herausgebildet, die zum Repertoire vieler Theater gehören. Um dem wissenshungrigen Zuschauer eine Einführung in das ihm fremde Werk zu geben, sind im Buchhandel verschiedene Opernführer erhältlich, welche die bekanntesten Werke zu katalogisieren versuchen.
Für die Inszenierung der jeweiligen Aufführung werden die Programmhefte des Theaters herangezogen.
Nicht alle Werke sind in Opernführern aufgelistet, ebenso wie sich die Zusammensetzung der „Standards“ auch zeit- und gesellschaftsbedingt wandelt. (So finden sich z. B. in Opernführern der DDR wesentlich mehr Werke russischer Komponisten.) Programmhefte bieten hier eine unverzichtbare Alternative für schwer zugängliche Werke.
Viele Theater bieten auch Einführungsveranstaltungen in das gespielte Werk oder Matineen an.

## Beispiele für Opernführer
- Alfred Beaujean, Michael Venhoff (Red.): Harenberg : Kulturführer Oper. 5., völlig neu bearbeitete Auflage. Meyers Lexikonverlag, Mannheim 2006, 1. Auflage erschien 1995 als Harenbergs Opernführer. ISBN 978-3-411-76162-3.
- Attila Csampai, Dietmar Holland (Hrsg.): Opernführer. Neuausgabe, grundlegend überarbeitet und erweitert unter Mitarbeit von Alexandra Maria Dielitz. Mit DVD-Empfehlungen von Kurz Malisch. Rombach, Freiburg i. Br./Berlin/Wien 2006, ISBN 3-7930-9484-7.
- Rudolf Fath: Reclams Opernführer. 38. Auflage. Reclam, Stuttgart 2008, ISBN 978-3-15-010638-9.
- Rudolf Kloiber, Wulf Konold, Robert Maschka: Handbuch der Oper. Neuausgabe. 11., durchgesehene Auflage. Bärenreiter/dtv, Kassel u. a./München 2006 (1951), ISBN 3-423-34132-7.
- Ernst Krause: Oper A–Z : Ein Opernführer, 6. Auflage. Deutscher Verlag für Musik, Leipzig 1989, ISBN 3-370-00148-9. (Standard-Opernführer in der DDR.)
- Ulrich Schreiber: Opernführer für Fortgeschrittene : Die Geschichte des Musiktheaters. Bärenreiter, Kassel 2010, ISBN 978-3-7618-1960-9. (Fünfbändige Taschenbuchausgabe, erste Auflage 1988.)

### Andere Sprachen
- Amanda Holden: The new Penguin Opera Guide Penguin, London 2001, ISBN 0140514759. (Eine gekürzte Ausgabe des Viking Opera Guide)
- Amanda Holden, Nicholas Kenyon: The Viking Opera Guide Viking Press, London 1993, ISBN 0670812927.
- Stanley Sadie: The New Grove Dictionary of Opera. Oxford University Press, Oxford 2004, ISBN 0195221869. (Vier Bände)